# 高锰酸钡
高锰酸钡是一种无机化合物，化学式为Ba(MnO4)2。它可由高锰酸银和氯化钡在水中反应得到。它在180 °C分解，生成氧化钡、二氧化锰和氧气。它可在有机化学中用作氧化剂。